# Lista gatunków z rodzaju ostrołódka

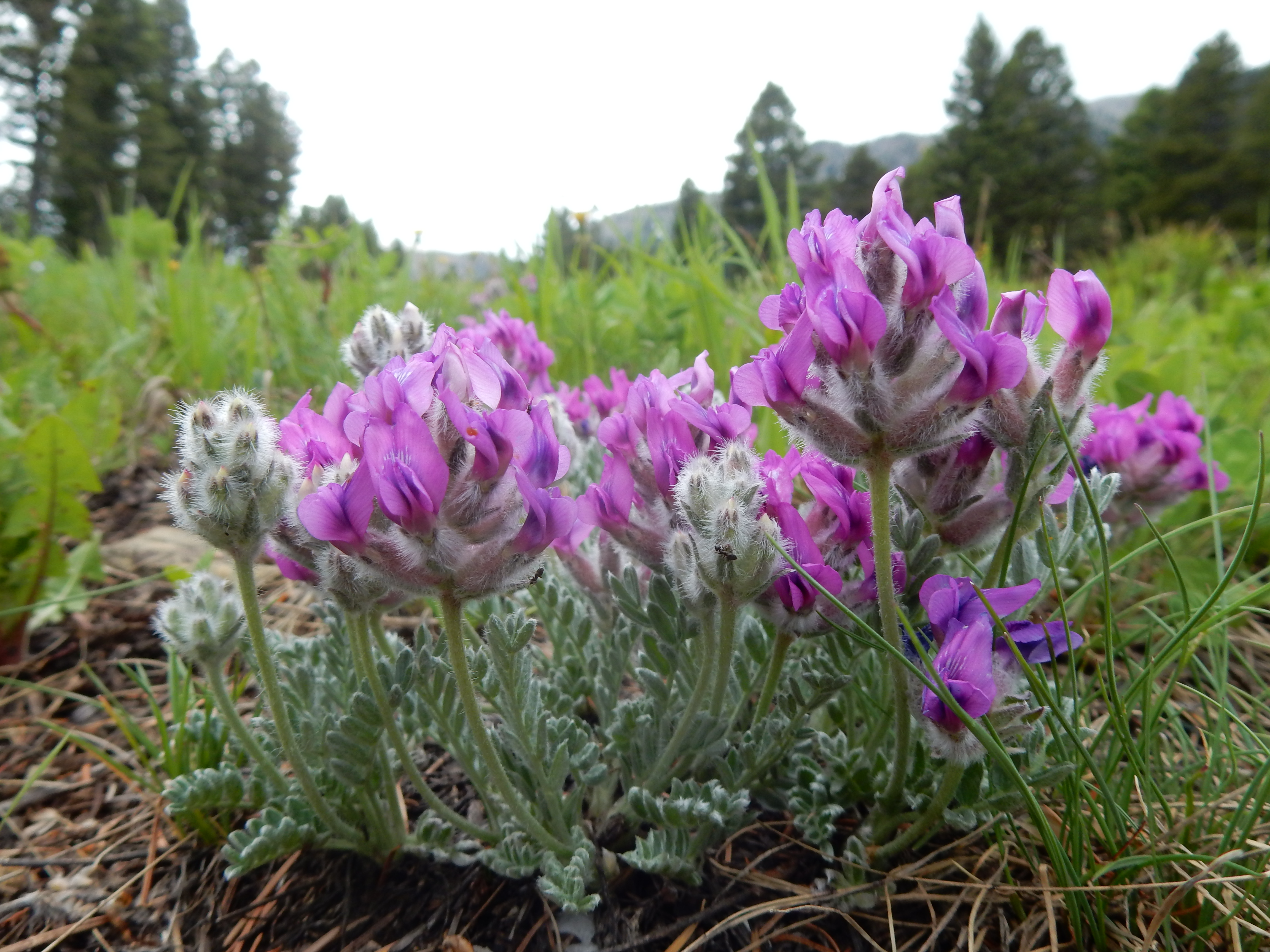
Oxytropis besseyi

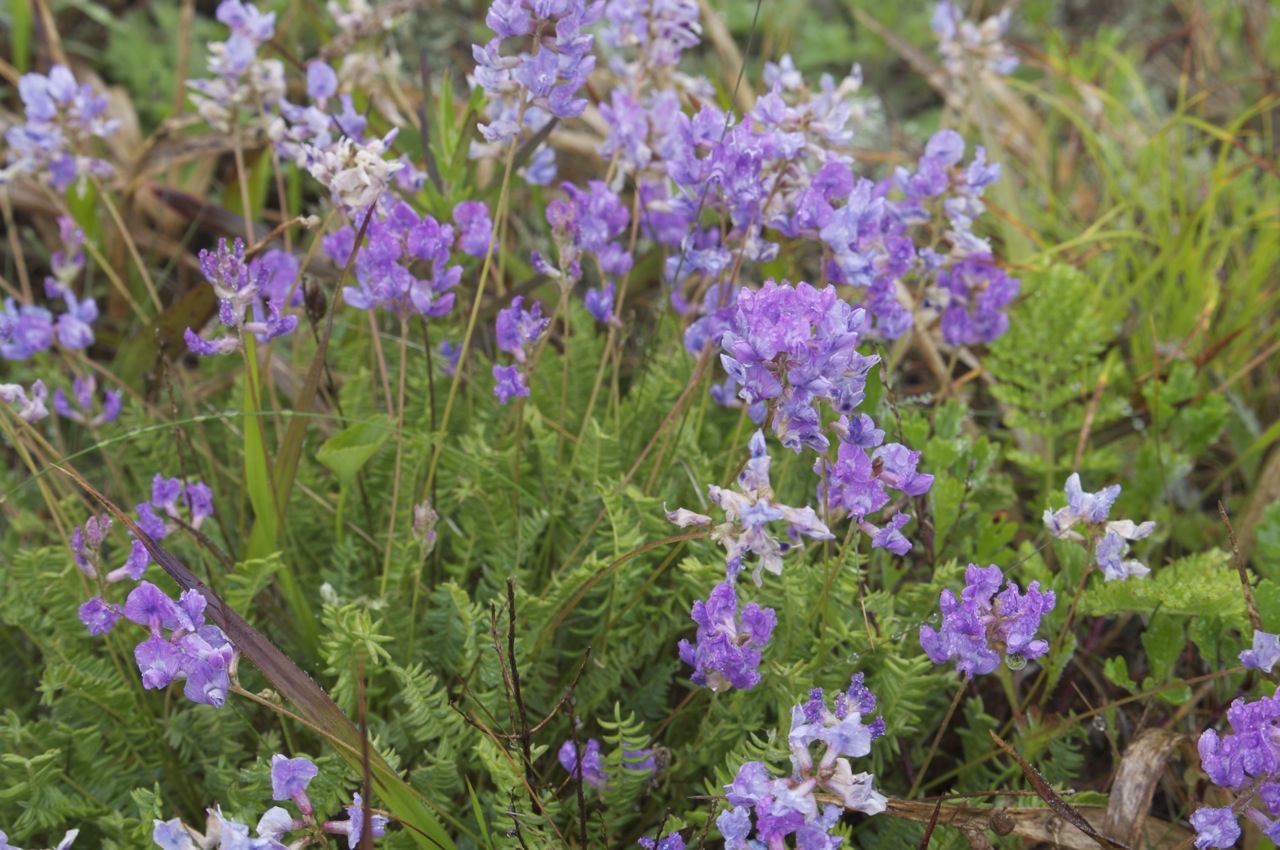
Oxytropis coerulea

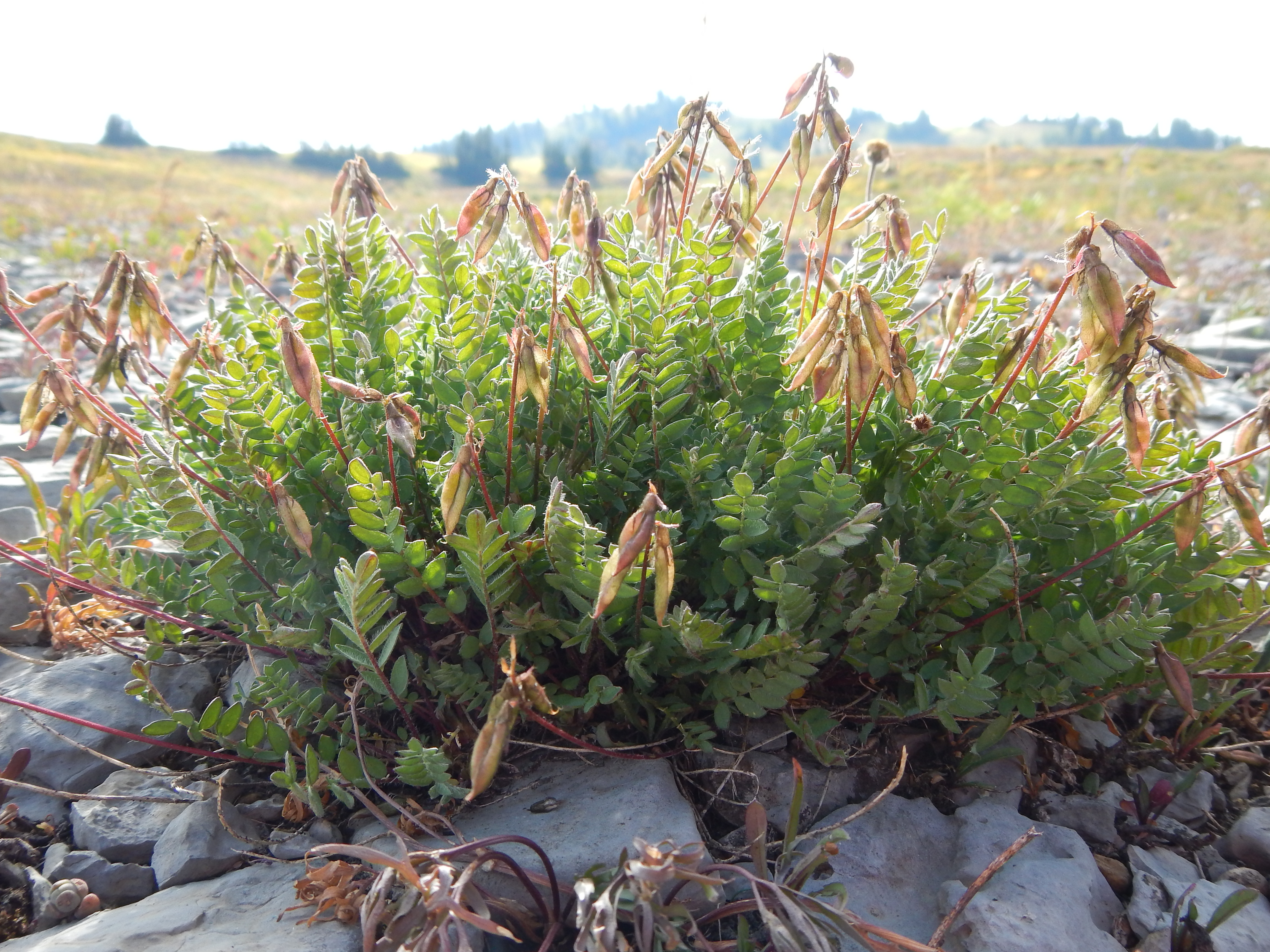
Oxytropis deflexa

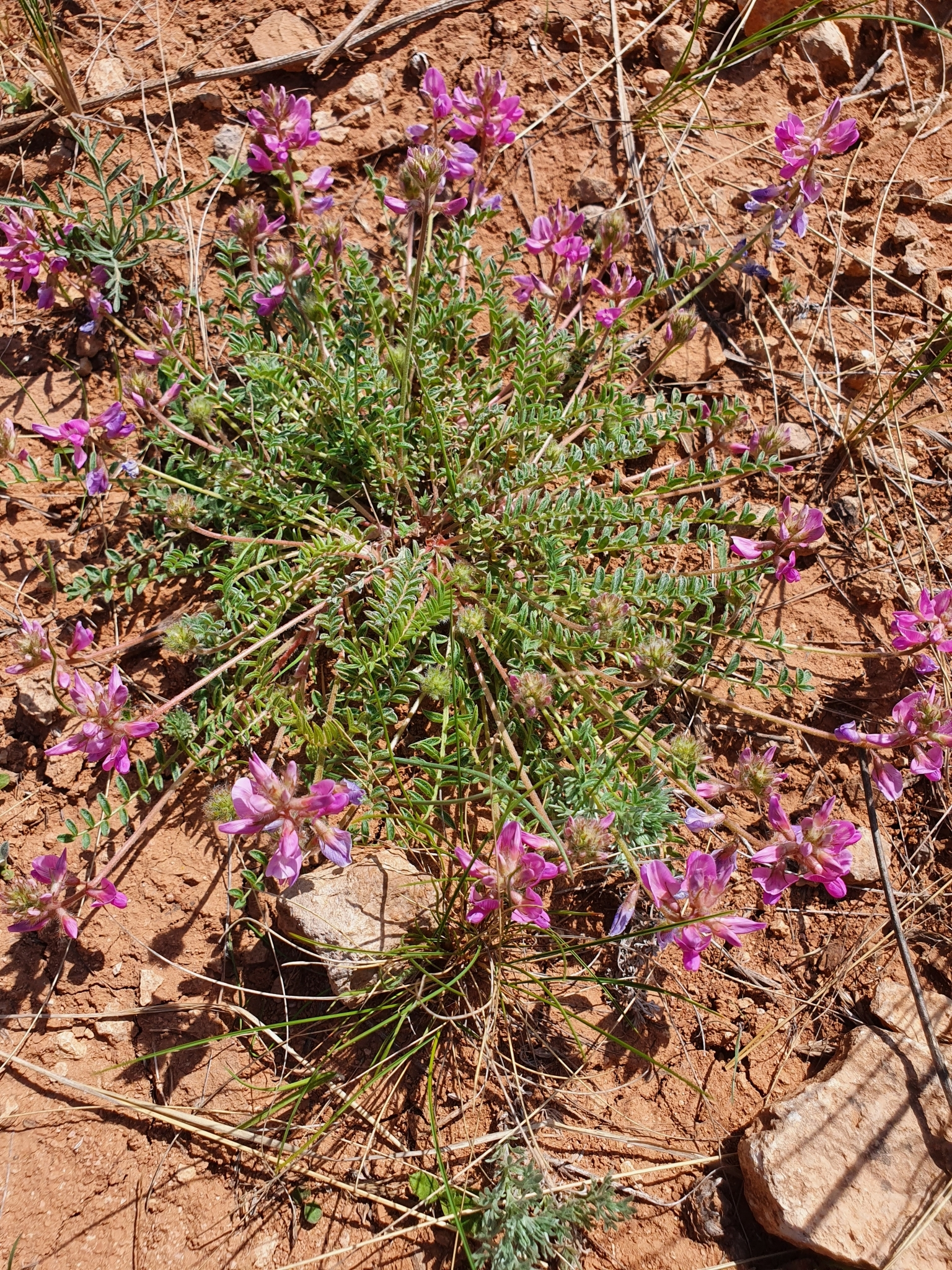
Oxytropis floribunda

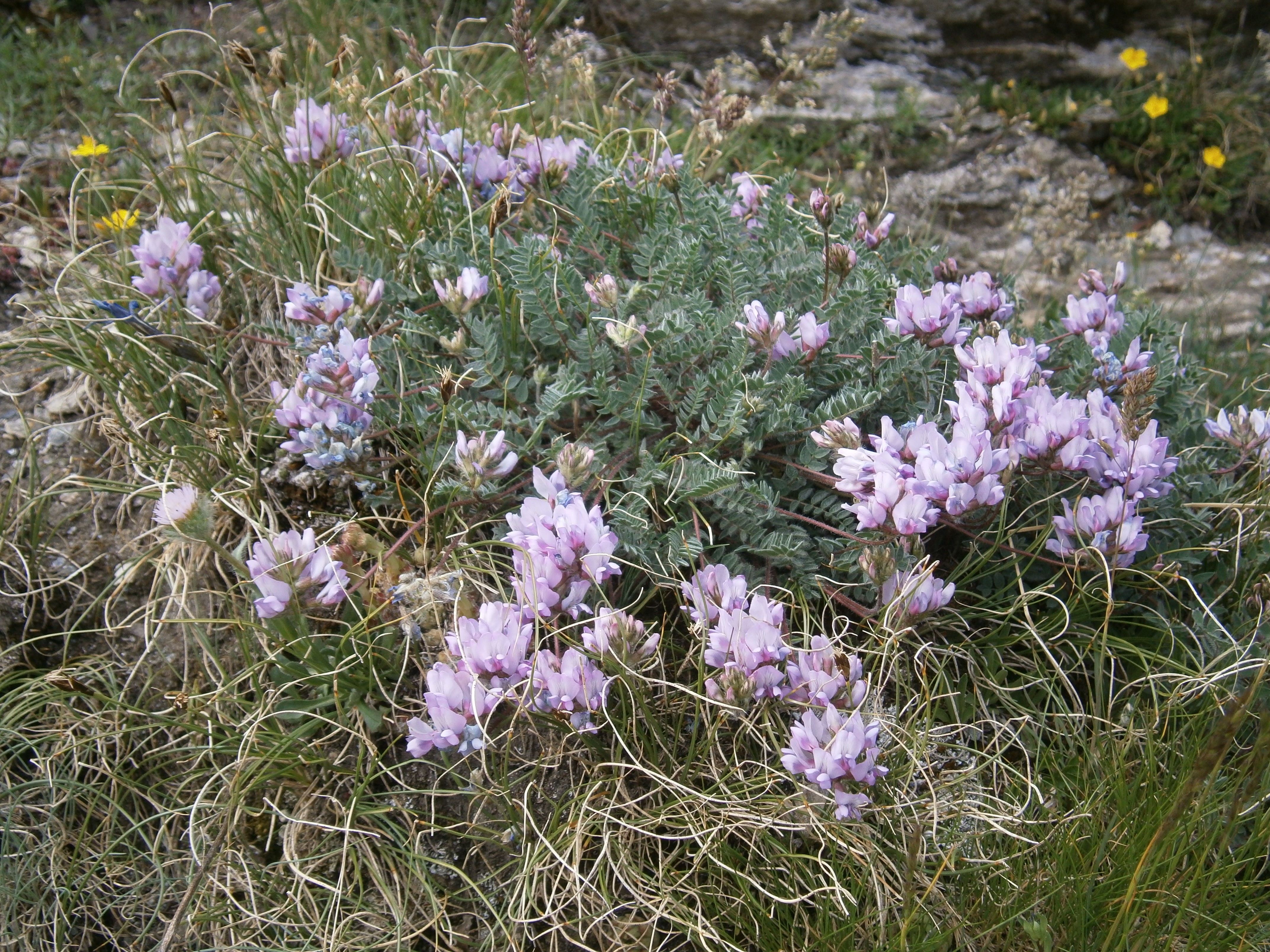
Oxytropis helvetica

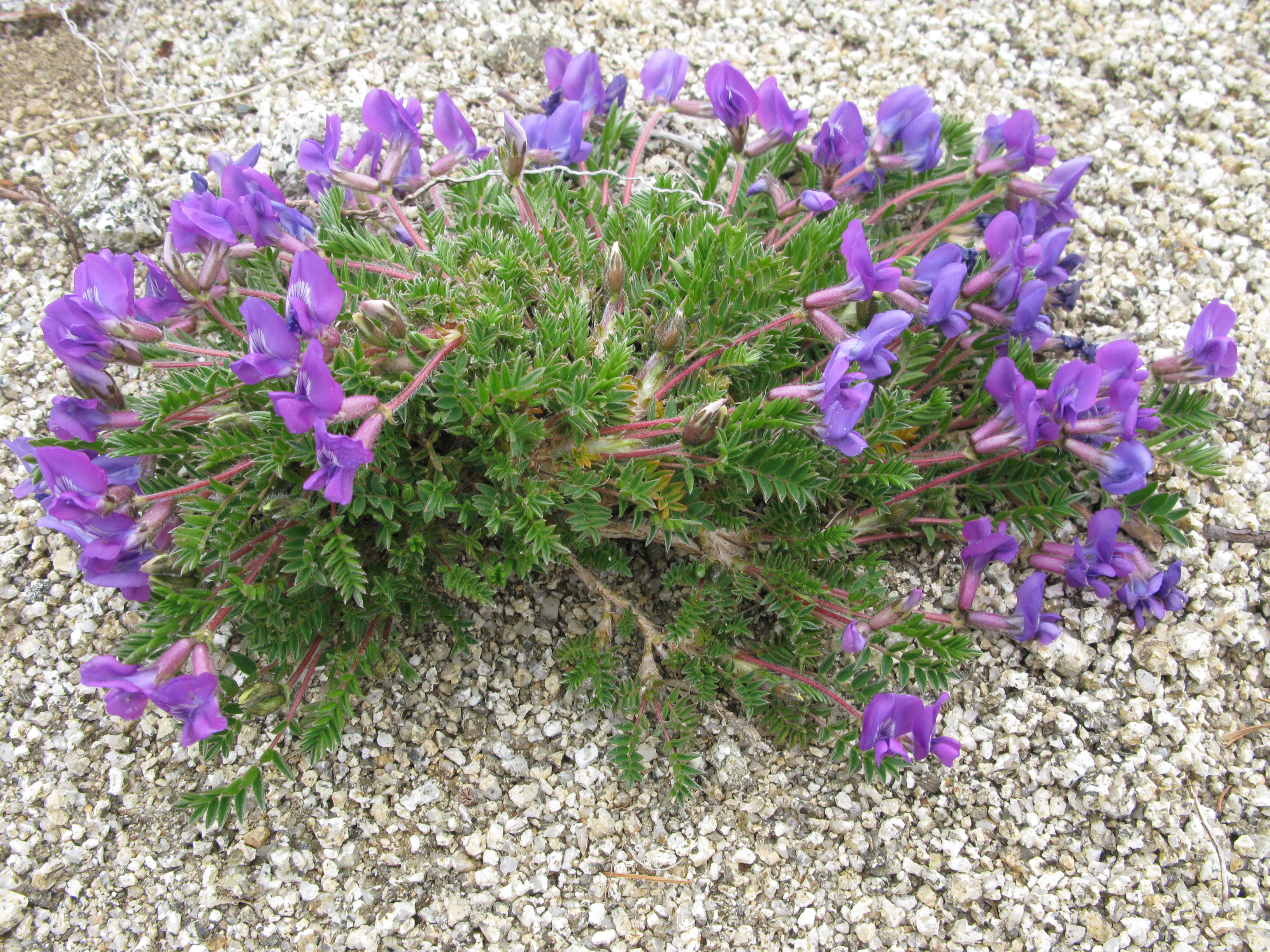
Oxytropis japonica

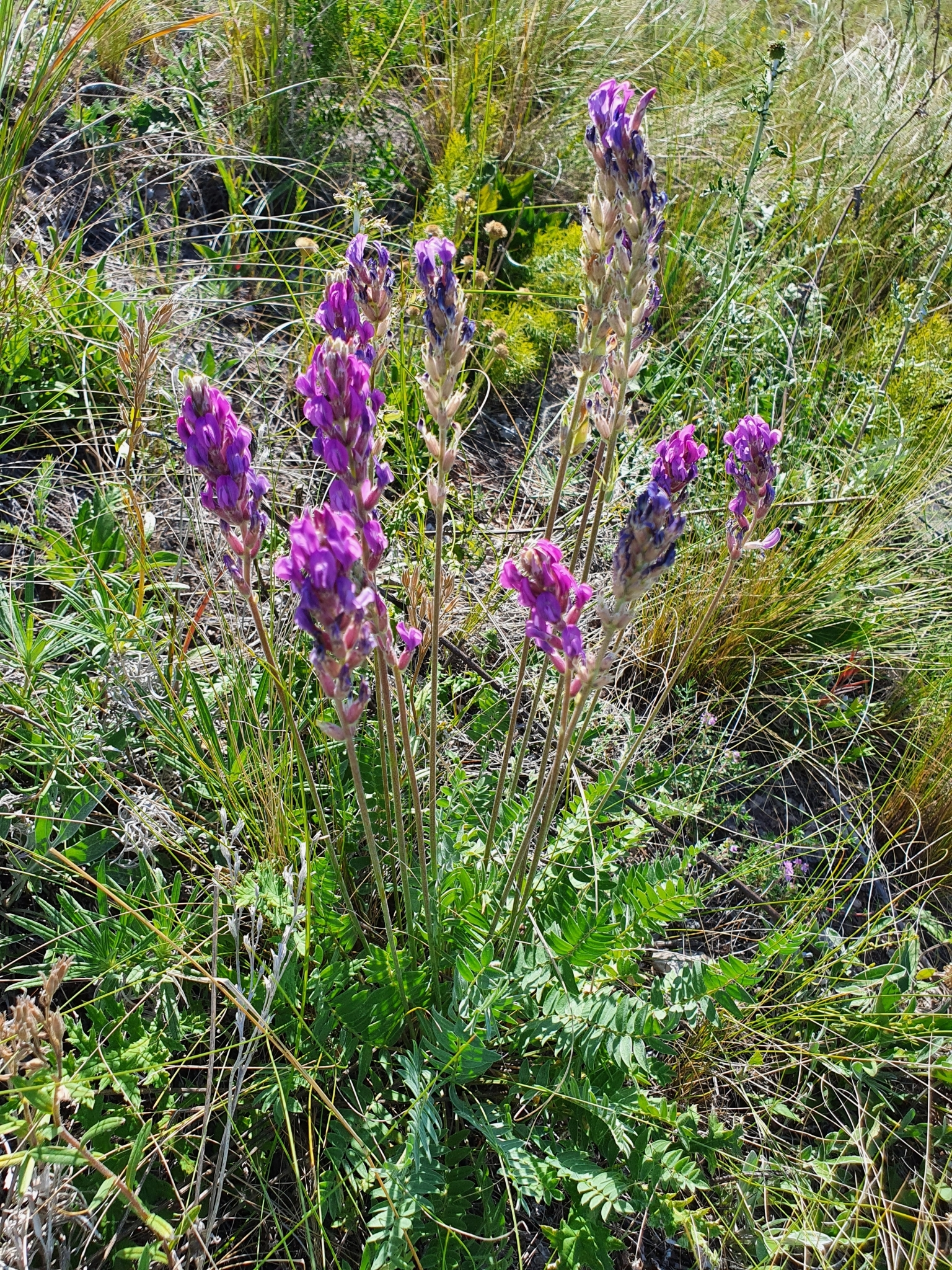
Oxytropis knjazevii

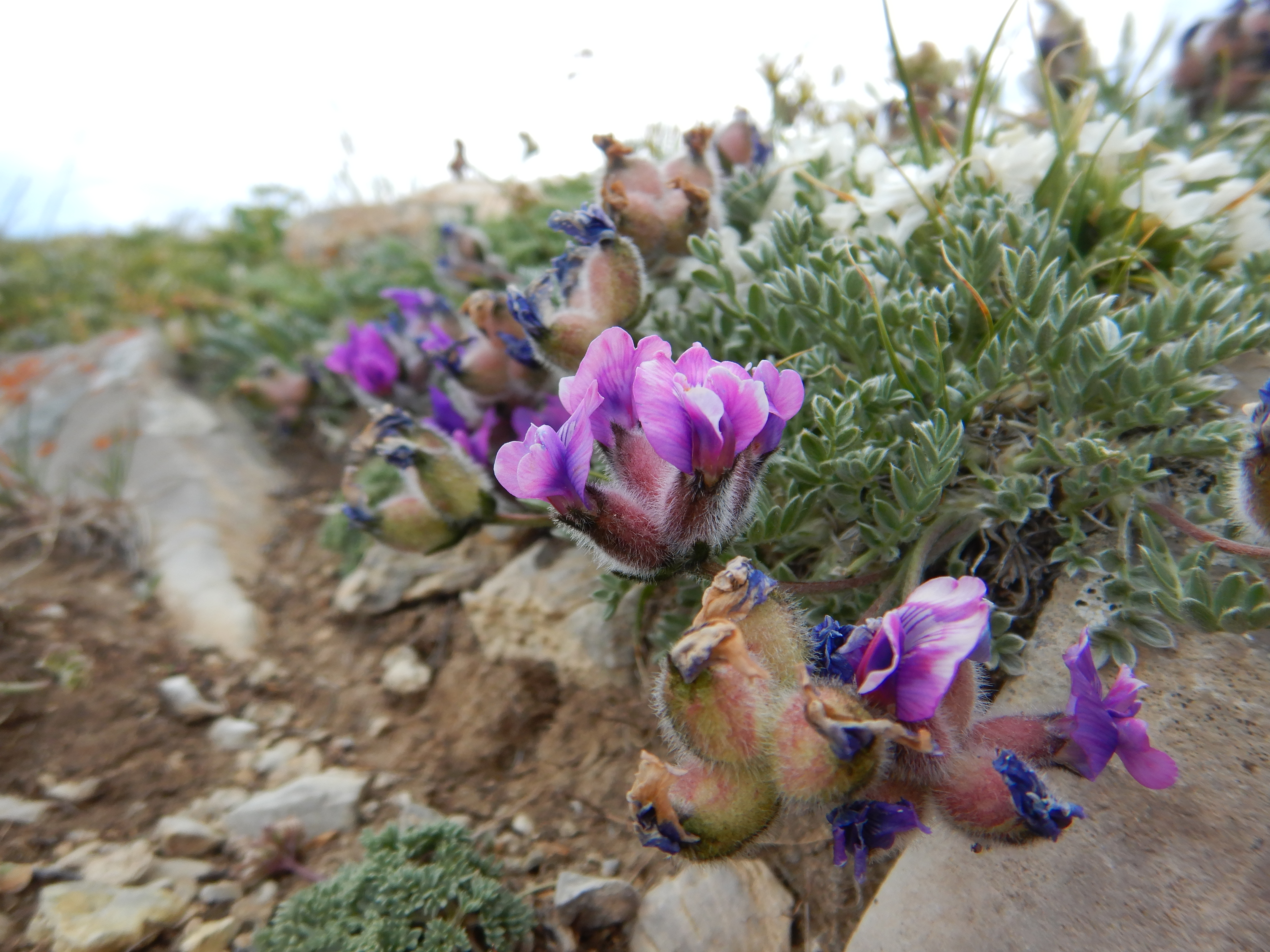
Oxytropis lagopus

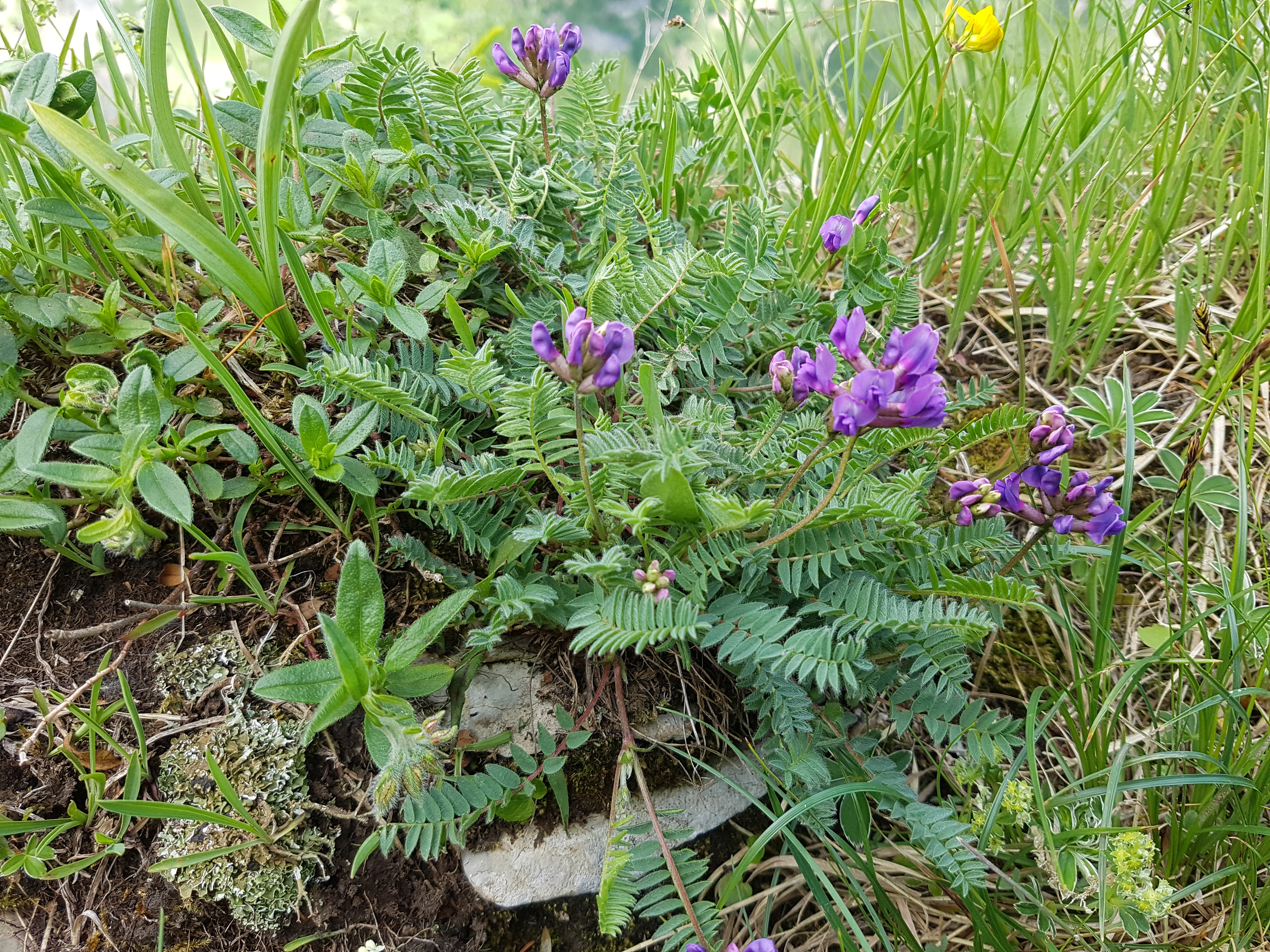
Oxytropis montana

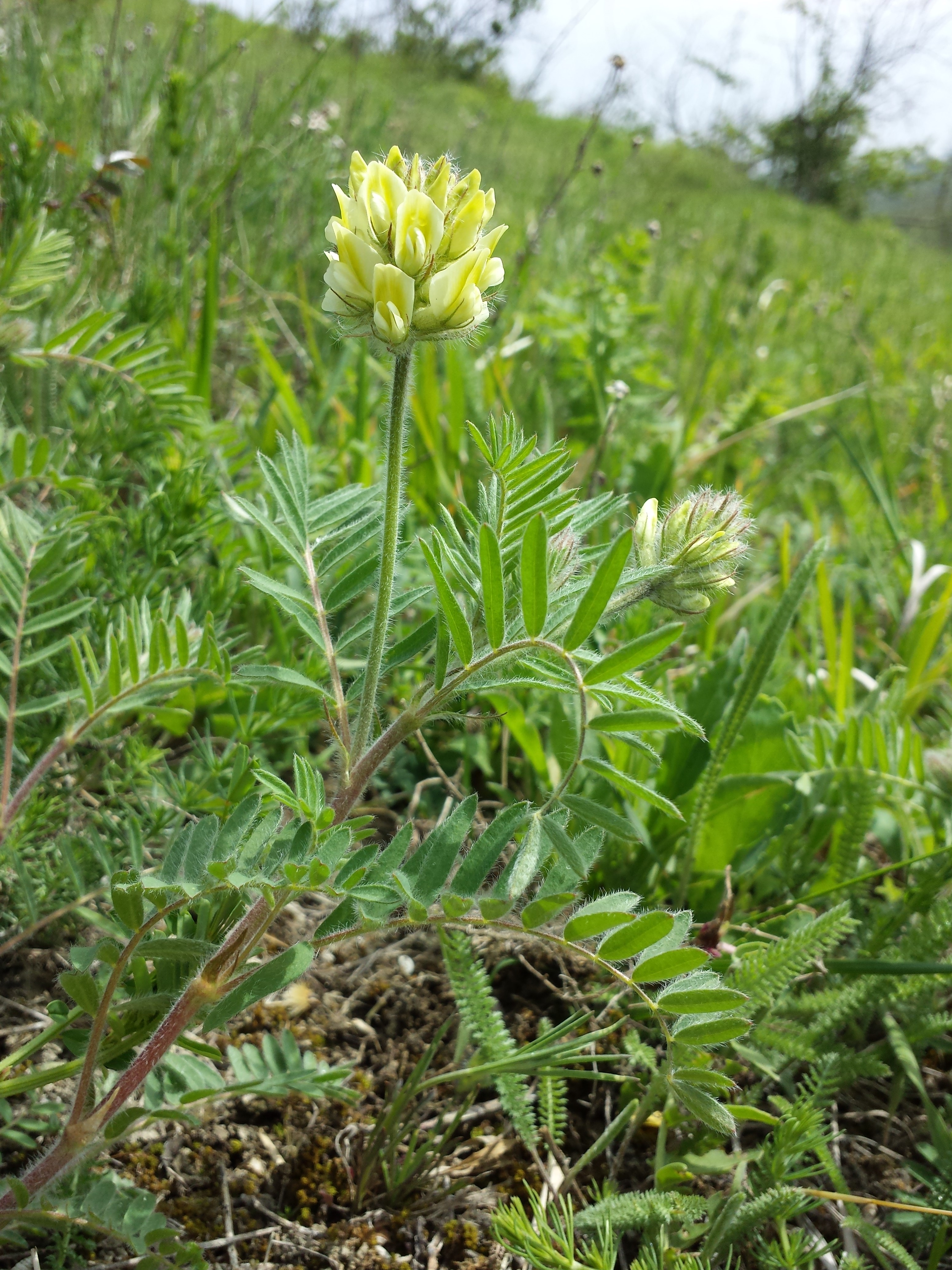
Oxytropis pilosa

Lista gatunków z rodzaju ostrołódka (Oxytropis DC.) – lista gatunków rodzaju roślin należącego do rodziny bobowate (Fabaceae). Według bazy danych Plants of the World Online do rodzaju należy 611 gatunków.
Wykaz gatunków
- Oxytropis acanthacea Jurtzev
- Oxytropis aciphylla Ledeb.
- Oxytropis adamsiana (Trautv.) Jurtzev
- Oxytropis adenophylla Popov
- Oxytropis admiranda Vassilcz.
- Oxytropis adscendens Gontsch.
- Oxytropis aellenii Vassilcz.
- Oxytropis afghanica Rech.f. & Köie
- Oxytropis ajanensis (Regel & Tiling) Bunge
- Oxytropis albana Steven
- Oxytropis alberti-regelii Vassilcz.
- Oxytropis albiflora Bunge
- Oxytropis albovillosa B.Fedtsch.
- Oxytropis alii Vassilcz.
- Oxytropis almaatensis Bajtenov
- Oxytropis alpestris Schischk.
- Oxytropis alpicola Turcz.
- Oxytropis alpina Bunge
- Oxytropis altaica (Pall.) Pers.
- Oxytropis ambigua (Pall.) DC.
- Oxytropis amethystea Arv.-Touv.
- Oxytropis ammophila Turcz.
- Oxytropis ampullata (Pall.) Pers.
- Oxytropis anaulgensis Pavlov
- Oxytropis andersii Vassilcz.
- Oxytropis anertii Nakai
- Oxytropis anyemaqensis Y.H.Wu
- Oxytropis approximata Less.
- Oxytropis arassanica Gontsch.
- Oxytropis arbaevae Vassilcz.
- Oxytropis arctica R.Br.
- Oxytropis arenae-ripariae Vassilcz.
- Oxytropis argentata (Pall.) Pers.
- Oxytropis argyroleuca Bornm.
- Oxytropis armeniaca Sosn. ex Mulk.
- Oxytropis arystangalievii Bajtenov
- Oxytropis aspera Gontsch.
- Oxytropis assiensis Vassilcz.
- Oxytropis asterocarpa Vassilcz.
- Oxytropis astragaloides Boriss.
- Oxytropis atbaschi Saposhn.
- Oxytropis aucheri Boiss.
- Oxytropis aulieatensis Vved.
- Oxytropis aurea Vassilcz.
- Oxytropis auriculata C.W.Chang
- Oxytropis austrosachalinensis Vassilcz. ex N.S.Pavlova
- Oxytropis avis Saposhn.
- Oxytropis azerbaijanica Podlech
- Oxytropis babatagi Abdusal.
- Oxytropis baburi Vassilcz.
- Oxytropis baicalia (Pall.) Pers.
- Oxytropis baissunensis Vassilcz.
- Oxytropis bajtulinii Kotukhov
- Oxytropis bakhtiarica Maassoumi
- Oxytropis baldshuanica B.Fedtsch.
- Oxytropis bargusinensis Peschkova
- Oxytropis barkolensis X.Y.Zhu, H.Ohashi & Y.B.Deng
- Oxytropis barkultagi Grubov & Vassilcz.
- Oxytropis barunensis Y.H.Wu
- Oxytropis baschkiriensis Knjaz.
- Oxytropis baxoiensis P.C.Li
- Oxytropis bella B.Fedtsch. ex O.Fedtsch.
- Oxytropis bellii (Britton ex Macoun) Palib.
- Oxytropis beringensis Jurtzev
- Oxytropis besseyi (Rydb.) Blank.
- Oxytropis bicolor Bunge
- Oxytropis bicornis Vassilcz.
- Oxytropis biflora P.C.Li
- Oxytropis biloba Saposhn.
- Oxytropis binaludensis Vassilcz.
- Oxytropis birirensis Ali
- Oxytropis bobrovii B.Fedtsch.
- Oxytropis bogdoschanica Jurtzev
- Oxytropis boguschi B.Fedtsch.
- Oxytropis borealis DC.
- Oxytropis bosculensis Golosk.
- Oxytropis brachycarpa Vassilcz.
- Oxytropis bracteata Basil.
- Oxytropis bracteolata Vassilcz.
- Oxytropis brevicaulis Ledeb.
- Oxytropis brevipedunculata P.C.Li
- Oxytropis bryophila (Greene) Jurtzev
- Oxytropis bungei Kom.
- Oxytropis burchan-buddae Grubov & Vassilcz.
- Oxytropis burhanbudaica Y.H.Wu
- Oxytropis cabulica (Boiss.) Boiss.
- Oxytropis cachemiriana Cambess.
- Oxytropis caespitosa (Pall.) Pers.
- Oxytropis caespitosula Gontsch.
- Oxytropis calcareorum N.S.Pavlova
- Oxytropis callophylla Vassilcz.
- Oxytropis calva Malyschev
- Oxytropis campanulata Vassilcz.
- Oxytropis campestris (L.) DC. – ostrołódka polna
- Oxytropis cana Bunge
- Oxytropis candicans (Pall.) DC.
- Oxytropis candolleorum Vassilcz.
- Oxytropis canopatula Vassilcz.
- Oxytropis capusii Franch.
- Oxytropis carpatica R.Uechtr. – ostrołódka karpacka
- Oxytropis caudiciramosa Vassilcz.
- Oxytropis chakassiensis Polozhij
- Oxytropis chantengriensis Vassilcz.
- Oxytropis charkeviczii Vyschin
- Oxytropis chesneyoides Gontsch.
- Oxytropis chiliophylla Benth.
- Oxytropis chinglingensis C.W.Chang
- Oxytropis chionobia Bunge
- Oxytropis chionophylla Schrenk ex Fisch. & C.A.Mey.
- Oxytropis chitralensis Ali
- Oxytropis chorgossica Vassilcz.
- Oxytropis chrysocarpa Boiss.
- Oxytropis ciliata Turcz.
- Oxytropis cinerascens Bunge
- Oxytropis cinerea Vassilcz.
- Oxytropis coelestis Abdusal.
- Oxytropis coerulea (Pall.) DC.
- Oxytropis columbina Vassilcz.
- Oxytropis compacta Maassoumi & Joharchi
- Oxytropis confusa Bunge
- Oxytropis crassiuscula Boriss.
- Oxytropis cretacea Basil.
- Oxytropis cuspidata Bunge
- Oxytropis czapan-daghi B.Fedtsch.
- Oxytropis czekanowskii Jurtzev
- Oxytropis czerskii Jurtzev
- Oxytropis czukotica Jurtzev
- Oxytropis danorum Rech.f.
- Oxytropis darpirensis Jurtzev & A.P.Khokhr.
- Oxytropis dashtikavarensis Vassilcz.
- Oxytropis dasypoda Rupr. ex Boiss.
- Oxytropis datongensis Y.H.Wu
- Oxytropis deflexa (Pall.) DC.
- Oxytropis dehra-duni Vassilcz.
- Oxytropis densa Benth. ex Bunge
- Oxytropis densiflora P.C.Li
- Oxytropis diantha Bunge ex Maxim.
- Oxytropis dichroantha Schrenk ex Fisch. & C.A.Mey.
- Oxytropis didymophysa Bunge
- Oxytropis dinarica (Murb.) Wettst.
- Oxytropis diversifolia E.Peter
- Oxytropis dorogostajskyi Kuzen.
- Oxytropis dschagastaica Grubov & Vassilcz.
- Oxytropis dubia Turcz.
- Oxytropis dumbedanica Grubov & Vassilcz.
- Oxytropis duthieana Ali
- Oxytropis echidna Vved.
- Oxytropis eriocarpa Bunge
- Oxytropis ervicarpa Vved. ex Z.N.Filimonova
- Oxytropis evenorum Jurtzev & A.P.Khokhr.
- Oxytropis exserta Jurtzev
- Oxytropis falcata Bunge
- Oxytropis farsi Vassilcz.
- Oxytropis fasciculiflorum Vassilcz.
- Oxytropis fedtschenkoana Vassilcz.
- Oxytropis fedtschenkoi Vassilcz.
- Oxytropis ferganensis Vassilcz.
- Oxytropis fetida (Vill.) DC. – ostrołódka wonna
- Oxytropis fetisowii Bunge
- Oxytropis floribunda (Pall.) DC.
- Oxytropis fohlenensis Vassilcz.
- Oxytropis foucaudii Gillot
- Oxytropis fragilifolia N.Ulziykh.
- Oxytropis fragiliphylla Q.Wang, Chang Y.Yang, X.Y.Zhu & H.Ohashi
- Oxytropis frigida Kar. & Kir.
- Oxytropis fruticulosa Bunge
- Oxytropis fuscescens Vassilcz.
- Oxytropis gandeensis Y.H.Wu
- Oxytropis ganningensis C.W.Chang
- Oxytropis gebleri Fisch. ex Bunge
- Oxytropis gebleriana Schrenk
- Oxytropis gerzeensis P.C.Li
- Oxytropis gilgitensis Vassilcz.
- Oxytropis giraldii Ulbr.
- Oxytropis glabra DC.
- Oxytropis glandulosa Turcz.
- Oxytropis glareosa Vassilcz.
- Oxytropis globiflora Bunge
- Oxytropis gloriosa Ali
- Oxytropis gmelinii Fisch. ex Boriss.
- Oxytropis golengolensis Vassilcz.
- Oxytropis gorbunovii Boriss.
- Oxytropis gorodkovii Jurtzev
- Oxytropis graminetorum Vassilcz.
- Oxytropis grandiflora DC.
- Oxytropis griffithii Bunge ex Boiss.
- Oxytropis gubanovii Vassilcz.
- Oxytropis gueldenstaedtioides Ulbr.
- Oxytropis guilanica Maassoumi & Moradi
- Oxytropis guinanensis Y.H.Wu
- Oxytropis guntensis B.Fedtsch.
- Oxytropis gymnogyne Bunge
- Oxytropis hailarensis Kitag.
- Oxytropis halleri Bunge ex W.D.J.Koch – ostrołódka Hallera
- Oxytropis hedgei Vassilcz.
- Oxytropis helenae N.S.Pavlova
- Oxytropis helvetica Scheele
- Oxytropis heratensis Bunge ex Boiss.
- Oxytropis heterophylla Bunge ex Maxim.
- Oxytropis heteropoda Bunge
- Oxytropis heterotricha Turcz.
- Oxytropis hindukuschensis Vassilcz.
- Oxytropis hippolyti Boriss.
- Oxytropis hirsuta Bunge
- Oxytropis hirsutiuscula Freyn
- Oxytropis hirta Bunge
- Oxytropis holanshanensis H.C.Fu
- Oxytropis huashixiaensis Y.H.Wu
- Oxytropis huddelsonii A.E.Porsild
- Oxytropis hudsonica (Greene) Fernald
- Oxytropis humifusa Kar. & Kir.
- Oxytropis ×hybrida Brügger
- Oxytropis hypoglottoides (Baker) Ali
- Oxytropis hypsophila Bunge ex Boiss.
- Oxytropis hystrix Schrenk
- Oxytropis imbricata Kom.
- Oxytropis immersa (Baker) Bunge ex Lipsky
- Oxytropis inaria (Pall.) DC.
- Oxytropis incana Jurtzev
- Oxytropis incanescens Freyn
- Oxytropis includens Basil.
- Oxytropis indensis Vassilcz.
- Oxytropis indurata Maassoumi
- Oxytropis inopinata Jurtzev
- Oxytropis inschanica H.C.Fu & S.S.Cheng
- Oxytropis integripetala Bunge
- Oxytropis intermedia Bunge
- Oxytropis interposita Sipliv.
- Oxytropis iranica Vassilcz.
- Oxytropis irbis Saposhn.
- Oxytropis ishkashimorum Vassilcz.
- Oxytropis iskanderica B.Fedtsch.
- Oxytropis itoana Tatew.
- Oxytropis jabalambrensis (Pau) Podlech
- Oxytropis japonica Maxim.
- Oxytropis javaherdehi Maassoumi
- Oxytropis jordalii A.E.Porsild
- Oxytropis jucunda Vved.
- Oxytropis junatovii Sanchir
- Oxytropis jurtzevii Malyschev
- Oxytropis kalamii Vassilcz.
- Oxytropis kamelinii Vassilcz.
- Oxytropis kamtschatica Hultén
- Oxytropis kansuensis Bunge
- Oxytropis karataviensis Pavlov
- Oxytropis karavaevii Jurtzev
- Oxytropis karjaginii Grossh.
- Oxytropis kasakorum Knjaz.
- Oxytropis kaspensis Krasnob. & Pshenich.
- Oxytropis katangensis Basil.
- Oxytropis kateninii Jurtzev
- Oxytropis kazidanica Vassilcz.
- Oxytropis ketmenica Saposhn.
- Oxytropis khinjahi Vassilcz.
- Oxytropis klementzii N.Ulziykh.
- Oxytropis knjazevii Vasjukov
- Oxytropis kobukensis S.L.Welsh
- Oxytropis kodarensis Jurtzev & Malyschev
- Oxytropis kokrinensis A.E.Porsild
- Oxytropis komei Saposhn.
- Oxytropis kopetdagensis Gontsch.
- Oxytropis korabensis (Kümmerle & Jáv.) A.W.Hill
- Oxytropis kordkoyensis Maassoumi
- Oxytropis kossinskyi B.Fedtsch. & Basil.
- Oxytropis kotschyana Boiss. & Hohen.
- Oxytropis kozhuharovii D.K.Pavlova, D.Dimitrov & M.Nikolova
- Oxytropis krylovii Schipcz.
- Oxytropis kubanensis Leskov
- Oxytropis kuchanensis Vassilcz.
- Oxytropis kuhistanica Abdusal.
- Oxytropis kukkonenii Vassilcz.
- Oxytropis kumaonensis Vassilcz.
- Oxytropis kumbelica Grubov & Vassilcz.
- Oxytropis kunarensis Vassilcz.
- Oxytropis kunashiriensis Kitam.
- Oxytropis kungurensis Knjaz.
- Oxytropis kuramensis Abdusal.
- Oxytropis kusnetzovii Krylov & Steinb.
- Oxytropis kyziltalensis Vassilcz.
- Oxytropis ladyginii Krylov
- Oxytropis lagopus Nutt.
- Oxytropis lambertii Pursh
- Oxytropis lanata (Pall.) DC.
- Oxytropis lanceatifoliola H.Ohba, S.Akiyama & S.K.Wu
- Oxytropis langshanica H.C.Fu
- Oxytropis lanuginosa Kom.
- Oxytropis lapponica (Wahlenb.) J.Gay – ostrołódka lapońska
- Oxytropis larionovii Grubov & Vassilcz.
- Oxytropis lasiocarpa Gontsch.
- Oxytropis lasiopoda Bunge
- Oxytropis latialata P.C.Li
- Oxytropis latibracteata Jurtzev
- Oxytropis lavrenkoi N.Ulziykh.
- Oxytropis laxiracemosa Vassilcz.
- Oxytropis lazica Boiss.
- Oxytropis lehmannii Bunge
- Oxytropis leptophylla (Pall.) DC.
- Oxytropis leptophysa Bunge
- Oxytropis ×lessingiana Knjaz.
- Oxytropis leucantha (Pall.) Pers.
- Oxytropis leucocyanea Bunge
- Oxytropis leucotricha Turcz.
- Oxytropis lhasaensis X.Y.Zhu
- Oxytropis liliputa Vassilcz.
- Oxytropis linczevskii Gontsch.
- Oxytropis linearibracteata P.C.Li
- Oxytropis lipskyi Gontsch.
- Oxytropis lithophila Vassilcz.
- Oxytropis litoralis Kom.
- Oxytropis litwinowii B.Fedtsch.
- Oxytropis longialata P.C.Li
- Oxytropis longibracteata Kar. & Kir.
- Oxytropis longirostra DC.
- Oxytropis lupinoides Grossh.
- Oxytropis lutchensis Franch.
- Oxytropis luteocaerulea (Baker) Ali
- Oxytropis lydiae Vassilcz.
- Oxytropis macrobotrys Bunge
- Oxytropis macrocarpa Kar. & Kir.
- Oxytropis macrodonta Gontsch.
- Oxytropis macrosema Bunge
- Oxytropis ×madiotii Rouy
- Oxytropis maduoensis Y.H.Wu
- Oxytropis mahneshanensis Maassoumi
- Oxytropis maidantalensis B.Fedtsch.
- Oxytropis malacophylla Bunge
- Oxytropis malloryana Dunn
- Oxytropis maqinensis Y.H.Wu
- Oxytropis marco-poloi Vassilcz.
- Oxytropis margacea Vassilcz.
- Oxytropis martjanovii Krylov
- Oxytropis masarensis Vassilcz.
- Oxytropis maydelliana Trautv.
- Oxytropis megalantha H.Boissieu
- Oxytropis megalorrhyncha Nevski
- Oxytropis meinshausenii Schrenk
- Oxytropis melaleuca Bunge
- Oxytropis melanocalyx Bunge
- Oxytropis melanotricha Bunge
- Oxytropis merkensis Bunge
- Oxytropis mertensiana Turcz.
- Oxytropis michelsonii B.Fedtsch.
- Oxytropis micrantha Bunge ex Maxim.
- Oxytropis microcarpa Gontsch.
- Oxytropis microphylla (Pall.) DC.
- Oxytropis microsphaera Bunge
- Oxytropis middendorffii Trautv.
- Oxytropis minjanensis Rech.f.
- Oxytropis mixotriche Bunge
- Oxytropis moellendorffii Bunge ex Maxim.
- Oxytropis mollis Royle ex Benth.
- Oxytropis mongolica Kom.
- Oxytropis monophylla Grubov
- Oxytropis montana (L.) DC.
- Oxytropis monticola A.Gray
- Oxytropis morenarum Vassilcz.
- Oxytropis multiceps Nutt.
- Oxytropis mumynabadensis B.Fedtsch.
- Oxytropis muricata (Pall.) DC.
- Oxytropis myriophylla (Pall.) DC.
- Oxytropis nana Nutt.
- Oxytropis nanda-devi Vassilcz.
- Oxytropis neglecta J.Gay ex Ten.
- Oxytropis neimonggolica C.W.Chang & Y.Z.Zhao
- Oxytropis neorechingeriana Vassilcz.
- Oxytropis nepalensis Vassilcz.
- Oxytropis niedzweckiana Popov
- Oxytropis nigrescens (Pall.) Fisch. ex DC.
- Oxytropis nikolai Filim. & Abduss.
- Oxytropis nitens Turcz.
- Oxytropis nivea Bunge
- Oxytropis nuda Basil.
- Oxytropis nuristanica Vassilcz.
- Oxytropis nutans Bunge
- Oxytropis ochotensis Bunge
- Oxytropis ochrantha Turcz.
- Oxytropis ochrocephala Bunge
- Oxytropis ochroleuca Bunge
- Oxytropis ochrolongibracteata X.Y.Zhu & H.Ohashi
- Oxytropis ocrensis F.Conti & Bartolucci
- Oxytropis oligantha Bunge
- Oxytropis oreophila A.Gray
- Oxytropis ornata Vassilcz.
- Oxytropis oroboides Vassilcz.
- Oxytropis ovczinnikovii Abdusal.
- Oxytropis owerinii Bunge
- Oxytropis oxyphylla (Pall.) DC.
- Oxytropis oxyphylloides Popov
- Oxytropis pakistanica Vassilcz.
- Oxytropis pallasii Pers.
- Oxytropis pamiroalajca Abdusal.
- Oxytropis panjshirica Podlech & Deml
- Oxytropis parasericeopetala P.C.Li
- Oxytropis parryi A.Gray
- Oxytropis parvanensis Vassilcz.
- Oxytropis pauciflora Bunge
- Oxytropis pavlovii B.Fedtsch. & Basil.
- Oxytropis pellita Bunge
- Oxytropis penduliflora Gontsch.
- Oxytropis persica Boiss.
- Oxytropis peschkovae Popov
- Oxytropis physocarpa Ledeb.
- Oxytropis piceetorum Vassilcz.
- Oxytropis pilosa (L.) DC. – ostrołódka kosmata
- Oxytropis pilosissima Vved.
- Oxytropis platonychia Bunge
- Oxytropis platysema Schrenk
- Oxytropis podlechii Vassilcz.
- Oxytropis podocarpa A.Gray
- Oxytropis podoloba Kar. & Kir.
- Oxytropis polyphylla Ledeb.
- Oxytropis poncinsii Franch.
- Oxytropis ponomarjevii Knjaz.
- Oxytropis popoviana Peschkova
- Oxytropis potaninii Bunge ex Palib.
- Oxytropis prenja (Beck) Beck
- Oxytropis proboscidea Bunge
- Oxytropis prostrata (Pall.) DC.
- Oxytropis protopopovii Kom.
- Oxytropis proxima Boriss.
- Oxytropis przewalskii Kom.
- Oxytropis pseudocoerulea P.C.Li
- Oxytropis pseudofrigida Saposhn.
- Oxytropis pseudoglandulosa Gontsch. ex Grubov
- Oxytropis pseudohirsuta Q.Wang & Chang Y.Yang
- Oxytropis pseudohirsutiuscula Vassilcz.
- Oxytropis pseudoleptophysa Boriss.
- Oxytropis pseudomyriophylla S.S.Cheng ex X.Y.Zhu, H.Ohashi & Y.B.Deng
- Oxytropis pseudorosea Filim.
- Oxytropis pseudosuavis Maassoumi
- Oxytropis puberula Boriss.
- Oxytropis pulvinoides Vassilcz.
- Oxytropis pumila Fisch. ex DC.
- Oxytropis pumilio (Pall.) Ledeb.
- Oxytropis purpurea (Bald.) Markgr.
- Oxytropis pusilla Bunge
- Oxytropis putoranica M.M.Ivanova
- Oxytropis qaidamensis Y.H.Wu
- Oxytropis qamdoensis X.Y.Zhu, Y.F.Du & H.Ohashi
- Oxytropis qilianshanica C.W.Chang & C.L.Zhang ex X.Y.Zhu & H.Ohashi
- Oxytropis qinghaiensis Y.H.Wu
- Oxytropis qingnanensis Y.H.Wu
- Oxytropis qitaiensis X.Y.Zhu, H.Ohashi & Y.B.Deng
- Oxytropis racemosa Turcz.
- Oxytropis ramosissima Kom.
- Oxytropis rarytkinensis N.S.Pavlova
- Oxytropis rautii L.R.Dangwal & R.D.Gaur
- Oxytropis rechingeri Vassilcz.
- Oxytropis recognita Bunge
- Oxytropis regelii Vassilcz.
- Oxytropis reniformis P.C.Li
- Oxytropis retusa Matsum.
- Oxytropis reverdattoi Jurtzev
- Oxytropis revoluta Ledeb.
- Oxytropis ×rhaetica Brügger
- Oxytropis rhizantha Palib.
- Oxytropis rhodontha Vassilcz.
- Oxytropis rhynchophysa Schrenk
- Oxytropis ribumoo Vassilcz.
- Oxytropis rosea Bunge
- Oxytropis roseiformis B.Fedtsch.
- Oxytropis rostrata Vassilcz.
- Oxytropis rubriargillosa Vassilcz.
- Oxytropis rubricaudex Hultén
- Oxytropis rudbariensis Vassilcz.
- Oxytropis ruebsaamenii B.Fedtsch.
- Oxytropis rupifraga Bunge
- Oxytropis ruthenica Vassilcz.
- Oxytropis sabzavarensis Maassoumi
- Oxytropis sacciformis H.C.Fu
- Oxytropis sachalinensis Miyabe & Tatew.
- Oxytropis sajanensis Jurtzev
- Oxytropis salangensis Podlech & Deml
- Oxytropis salicetorum Vassilcz.
- Oxytropis salukensis Maassoumi
- Oxytropis sanjappae Chaudhary
- Oxytropis saperlebulensis Vassilcz.
- Oxytropis saposhnikovii Krylov
- Oxytropis sarkandensis Vassilcz.
- Oxytropis sata-kandaonensis Vassilcz.
- Oxytropis satpaevii Bajtenov
- Oxytropis saurica Saposhn.
- Oxytropis savellanica Bunge ex Boiss.
- Oxytropis scabrida Gontsch.
- Oxytropis scammaniana Hultén
- Oxytropis schachimardanica Filim.
- Oxytropis scheludjakovae Karav. & Jurtzev
- Oxytropis schmorgunoviae Jurtzev
- Oxytropis schrenkii Trautv.
- Oxytropis selengensis Bunge
- Oxytropis semenowii Bunge
- Oxytropis seravschanica Gontsch.
- Oxytropis sericea Nutt.
- Oxytropis sericopetala Prain ex C.E.C.Fisch.
- Oxytropis setifera Kom.
- Oxytropis setosa (Pall.) DC.
- Oxytropis sewerzowii Bunge
- Oxytropis shahvarica Maassoumi
- Oxytropis shanxiensis X.Y.Zhu
- Oxytropis shennongjiaensis D.G.Zhang, J.T.Chen, T.Deng & H.Sun
- Oxytropis shivae Aswal, Goel & Mehrotra
- Oxytropis siah-sangi Vassilcz.
- Oxytropis sibajensis Knjaz.
- Oxytropis sichuanica C.W.Chang
- Oxytropis siegizmundii N.S.Pavlova
- Oxytropis sinkiangensis S.S.Cheng ex C.W.Chang
- Oxytropis siomensis Abdusal.
- Oxytropis sitaipaiensis T.P.Wang ex C.W.Chang
- Oxytropis sivehensis Maassoumi & Amini Rad
- Oxytropis siziwangensis Y.Z.Zhao & Zhong Y.Zhu
- Oxytropis sobolevskajae Pjak
- Oxytropis sojakii Vassilcz.
- Oxytropis songorica (Pall.) DC.
- Oxytropis sordida (Willd.) Pers.
- Oxytropis spicata (Pall.) O.Fedtsch. & B.Fedtsch.
- Oxytropis spinifer Vassilcz.
- Oxytropis splendens Douglas
- Oxytropis squammulosa DC.
- Oxytropis staintoniana Ali
- Oxytropis staintonii Vassilcz.
- Oxytropis stenofoliola Polozhij
- Oxytropis stenophylla Bunge
- Oxytropis stracheyana Bunge
- Oxytropis strobilacea Bunge
- Oxytropis stukovii Palib.
- Oxytropis suavis Boriss.
- Oxytropis subcapitata Gontsch.
- Oxytropis submutica Bunge
- Oxytropis subnutans (Jurtzev) Jurtzev
- Oxytropis subpodoloba P.C.Li
- Oxytropis subverticillaris C.A.Mey.
- Oxytropis sulphurea (Fisch. ex DC.) Ledeb.
- Oxytropis sumneviczii Krylov
- Oxytropis suprajenissejensis Kuvaev & Sonnikova
- Oxytropis surculosa Rech.f.
- Oxytropis susamyrensis B.Fedtsch.
- Oxytropis susumanica Jurtzev
- Oxytropis sutaica N.Ulziykh.
- Oxytropis sutakensis Maassoumi
- Oxytropis sverdrupii Lynge
- Oxytropis sylvatica (Pall.) DC.
- Oxytropis szovitsii Boiss. & Buhse
- Oxytropis tachtensis Franch.
- Oxytropis talassica Gontsch.
- Oxytropis taldycola Grubov & Vassilcz.
- Oxytropis talgarica Popov
- Oxytropis taochensis Kom.
- Oxytropis tashkurensis S.H.Cheng ex X.Y.Zhu, Y.F.Du & H.Ohashi
- Oxytropis tatarica Hook.f. & Thomson ex Bunge
- Oxytropis tenuirostris Boriss.
- Oxytropis tenuis Palib.
- Oxytropis tenuissima Vassilcz.
- Oxytropis terekensis B.Fedtsch.
- Oxytropis teres DC.
- Oxytropis tianschanica Bunge
- Oxytropis tichomirovii Jurtzev
- Oxytropis tilingii Bunge
- Oxytropis todomoshiriensis Miyabe & T.Miyake
- Oxytropis tomentosa Gontsch.
- Oxytropis tomoriensis Kit Tan, Shuka & Vold
- Oxytropis tompudae Popov
- Oxytropis torrentium Vassilcz.
- Oxytropis tragacanthoides Fisch. ex DC.
- Oxytropis trajectorum B.Fedtsch.
- Oxytropis transalaica Vassilcz.
- Oxytropis trichocalycina Bunge ex Boiss.
- Oxytropis trichophora Franch.
- Oxytropis trichophysa Bunge
- Oxytropis trichosphaera Freyn
- Oxytropis triflora Hoppe
- Oxytropis triphylla (Pall.) DC.
- Oxytropis tschatkalensis Lar.N.Vassiljeva
- Oxytropis tschimganica Gontsch.
- Oxytropis tschujae Bunge
- Oxytropis tudanensis X.Y.Zhu, H.Ohashi & Si Feng Li
- Oxytropis tukemansuensis X.Y.Zhu, H.Ohashi & Y.B.Deng
- Oxytropis tunnellii Vassilcz.
- Oxytropis turczaninovii Jurtzev
- Oxytropis tyttantha Gontsch.
- Oxytropis ugamensis Vassilcz.
- Oxytropis ugamica Gontsch.
- Oxytropis ulzijchutagii Sanchir
- Oxytropis uniflora Jurtzev
- Oxytropis uralensis (L.) DC.
- Oxytropis urumovii Jáv.
- Oxytropis uschakovii Jurtzev
- Oxytropis vadimii Vassilcz.
- Oxytropis vakhdzhirii Vassilcz.
- Oxytropis valerii Vassilcz.
- Oxytropis varlakovii Serg.
- Oxytropis vassilczenkoi Jurtzev
- Oxytropis vassilievii Jurtzev
- Oxytropis vasskovskyi Jurtzev
- Oxytropis vavilovii Vassilcz.
- Oxytropis vermicularis Freyn
- Oxytropis viae-amicitiae Vassilcz.
- Oxytropis viridiflava Kom.
- Oxytropis volkii Rech.f.
- Oxytropis vositensis Vassilcz.
- Oxytropis vvedenskyi Filim.
- Oxytropis williamsii Vassilcz.
- Oxytropis wologdensis Knjaz.
- Oxytropis wrangelii Jurtzev
- Oxytropis wutaiensis Tatew. & Hurus.
- Oxytropis xidatanensis Y.H.Wu
- Oxytropis xinghaiensis Y.H.Wu
- Oxytropis xinglongshanica C.W.Chang
- Oxytropis yanchiensis X.Y.Zhu, H.Ohashi & L.R.Xu
- Oxytropis yekenensis X.Y.Zhu, H.Ohashi & Y.B.Deng
- Oxytropis yunnanensis Franch.
- Oxytropis zadoiensis Y.H.Wu
- Oxytropis zaprjagaevae Abdusal.
- Oxytropis zaquensis Y.H.Wu
- Oxytropis zekogensis Y.H.Wu
- Oxytropis zemuensis (W.W.Sm.) L.B.Chaudhary